# Grímsstaðir
Grímsstaðir – wieś położona w północno-wschodniej części Islandii.
Wieś położona jest przy drodze 1 około 37 km na wschód od jeziora Mývatn. Przez miejscowość przepływa rzeka Jökulsá á Fjöllum. Most ma rzece został zbudowany w 1947 roku. Wcześniej ruch odbywał się z użyciem promu.
W Grímsstaðir, a także w sąsiedniej wsi Möðrudalur 21 stycznia 1918 zanotowano temperaturę -38,0° C. Jest to najniższa temperatura jaką kiedykolwiek zanotowano w Islandii.